# Trupanea novarae
Trupanea novarae är en tvåvingeart som först beskrevs av Ignaz Rudolph Schiner 1868.  Trupanea novarae ingår i släktet Trupanea och familjen borrflugor. Inga underarter finns listade i Catalogue of Life.